# Andrés Palacios
Andrés Palacios (Santiago de Chile, 1975. május 13. –) mexikói színész.

## Élete és pályafutása
Andrés Palacios 1975. május 13-án született Santiago de Chilében. Kétéves volt mikor családja Mexikóba költözött. Marketing szakon diplomázott, majd modellként dolgozott. Elvégezte a TV Azteca színészképzőjét, a Centro de Formación Actoral de Aztecát (CEFAC). 2000-ben a Másnak tűnő szerelemben Jaimét alakította. 2005-ben szerepet kapott az Amor en custodiában Paola Núñez mellett. 2013-ban elhagyta a TV Aztecát és a Cadena Treshez szerződött, ahol megkapta Gabriel Altamirano szerepét a Fortunában.

## Szerepei

### Telenovellák, tévésorozatok
- Háblame de amor (1999)
- Másnak tűnő szerelem (2000-2001) .... Jaime Galán
- Vivir Así
- El país de las mujeres (2002)
- La Duda (2002) .... Chimino
- El poder del amor (2003)
- Belinda (2004) .... Jesús Infante
- Las Juanas (2004) .... Álvaro
- Amor en custodia (2005) .... Nicolás Pacheco
- Amíg tart az élet .... Sergio Suárez 'El Checo' (Magyarhangja: Maday Gábor)
- Noche eterna (2008) .... Darío
- Deseo prohibido (2008)
- Eternamente tuya (2009) .... Juan Pablo
- Vidas robadas (2010) .... Martín Sandoval
- Capadocia – 2. évad (2010)
- Cielo Rojo (2011) .... Natán Garcés
- Amor Cautivo (2012) .... Javier del Valle
- Fortuna (2013) .... Gabriel Altamirano Ledesma
- Camelia, La Texana (2014) .... Facundo García / Moisés
- Señora Acero (2014) .... Eliodoro Flores Tarso
- Las Amazonas (2016) .... Alejandro San Román
- El Bienamado (2017) .... Homero Fuentes
- El Vuelo de la Victoria (2017).... Raul de la Peña (Magyarhangja: Crespo Rodrigo)
- Az új Paula és Paulina (2019)... Carlos Bernal (Magyar hangja: Rába Roland)
- Imperio de mentiras (2020 - 2021)... Leonardo "Leo" Velasco Rodríguez
- Válaszutak (2022)... Bruno Garcia (Magyar hangja: Crespo Rodrigo)
- A mostoha (2022)... Esteban Lombardo (Magyar hangja: Crespo Rodrigo)
- Tierra de esperanza (2023) … Santos Sandoval
- Keserű szerelem (2024 - 2025) … Tomás Jiménez (Magyar hangja: Crespo Rodrigo)

### Filmek, rövidfilmek
- Valiente (2006).... Frank
- Sucedió en un día (2010)
- Hidalgo - La historia jamás contada (2010) .... Morelos